# East Barming
East Barming est un village du Kent, en Angleterre.